# Rockland (Delaware)
Rockland es una comunidad no incorporada en el norte del condado de New Castle, Delaware, Estados Unidos. Se encuentra a lo largo de Rockland Road, al norte de la ciudad de Wilmington, la sede del condado de New Castle. Su elevación es 194 pies (59 metros). Tiene una oficina de correos con el código postal 19732. El distrito histórico de Rockland y William Young House están incluidos en el Registro Nacional de Lugares Históricos.
El presidente de la American Coffee Company, William Bruce Castor, era oriundo de Rockland y creció en William Young House.
Hay una residencia de la familia du Pont, en donde se crio Pete du Pont.